# Xã Pleasant View, Quận Holt, Nebraska
Xã Pleasant View (tiếng Anh: Pleasant View Township) là một xã thuộc quận Holt, tiểu bang Nebraska, Hoa Kỳ. Năm 2010, dân số của xã này là 70 người.